# Cappella di Santa Fina

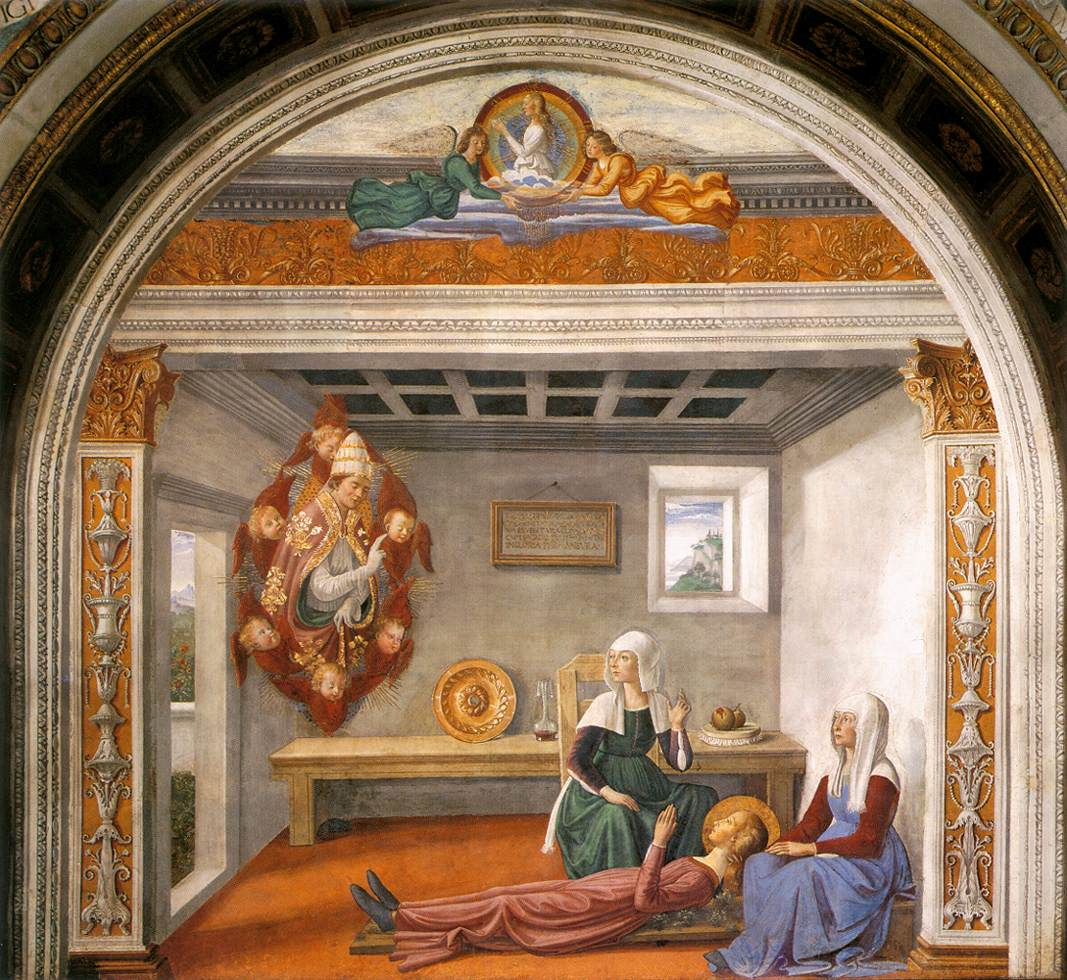
Domenico Ghirlandaio, Annuncio della morte a santa Fina

La cappella di Santa Fina si trova in fondo alla navata destra della collegiata di San Gimignano e vi sono conservate le reliquie di santa Fina da San Gimignano. Celebre opera del Rinascimento fiorentino, fu progettata da Giuliano e Benedetto da Maiano nel 1468, ma è soprattutto famosa per il ciclo di affreschi di Domenico Ghirlandaio del 1475. La datazione si basa sull'iscrizione sull'altare scultoreo, in cui si invita a cercare i miracoli della santa sulle pareti: a quella data gli affreschi dovevano essere già terminati o comunque in uno stato avanzato.

## Architettura
L'architettura, terminata nel 1472, si ispira allo schema della cappella del cardinale del Portogallo a Firenze. È composta dalle tre pareti della cappella su ciascuna delle quali si apre un'arcata; in alto la trabeazione è decorata da un fregio in terracotta colorata con serafini, oltre il quale si trovano le lunette che inglobano anche le finestre circolari. Un possibile precedente per la struttura della cappella può individuarsi nella cappella del cardinale del Portogallo in San Miniato al Monte a Firenze, di Antonio Rossellino e decorata ad affresco da Alesso Baldovinetti (1461-1466), dove pure architettura, scultura e pittura si fondono in un mirabile insieme.
I pancali lignei intagliati e intarsiati, disposti lungo le pareti laterali, sono di Antonio da Colle.

## L'altare

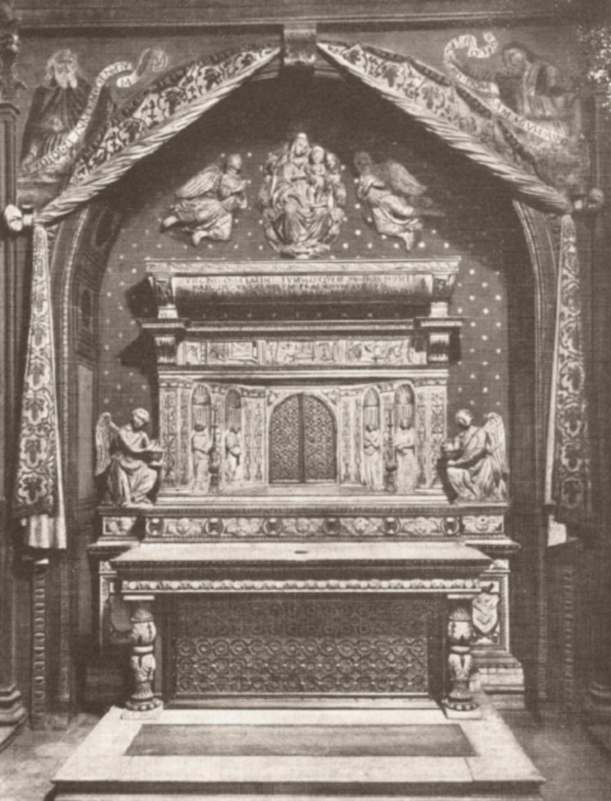
L'altare di Benedetto da Maiano

La santa è sepolta sotto l'altare che fa anche da tomba monumentale, opera di Benedetto da Maiano del 1475, decorata da rilievi con scene della vita della santa.
L'altare è sormontato da un tabernacolo con un fine pittura su cuoio del suo ritratto, opera del senese Manno di Bandino dei primi del Trecento. L'urna sopra il tabernacolo ha contenuto le ossa della santa fino al 1738. La lunetta superiore è decorata da una Madonna con Bambino tra due angeli.

## Gli affreschi del Ghirlandaio
Le pareti laterali furono affrescate da Domenico Ghirlandaio verso il 1475, in concomitanza con i lavori di Benedetto da Maiano, per cui i due artisti si trovarono a dover raffigurare gli stessi soggetti ciascuno secondo la propria arte, scultorea o pittorica. Un'iscrizione sulla tomba sembra alludere proprio allo stimolante confronto tra i due artisti: "MIRACULA QUAERIS? / PERLEGE QUAE PARIES VIVAQUE SIGNA DOCET / MCCCCLXXV" ("Chiedi miracoli? / Osserva quelli che le pareti e le vivaci immagini illustrano / 1475"). Questi affreschi sono particolarmente significativi nella storia del pittore, perché furono la sua prima commissione importante che ci sia pervenuta, dove si inizia a vedere uno stile autonomo maturo, alla base del successo artistico del decennio successivo. Si tratta di uno stile chiaramente duplice: intimo, raccolto e disadorno nel caso dell'Annuncio della morte, grandioso e solenne nelle Esequie, come evidenzia la monumentale abside classicheggiante dello sfondo.

### Annuncio della morte

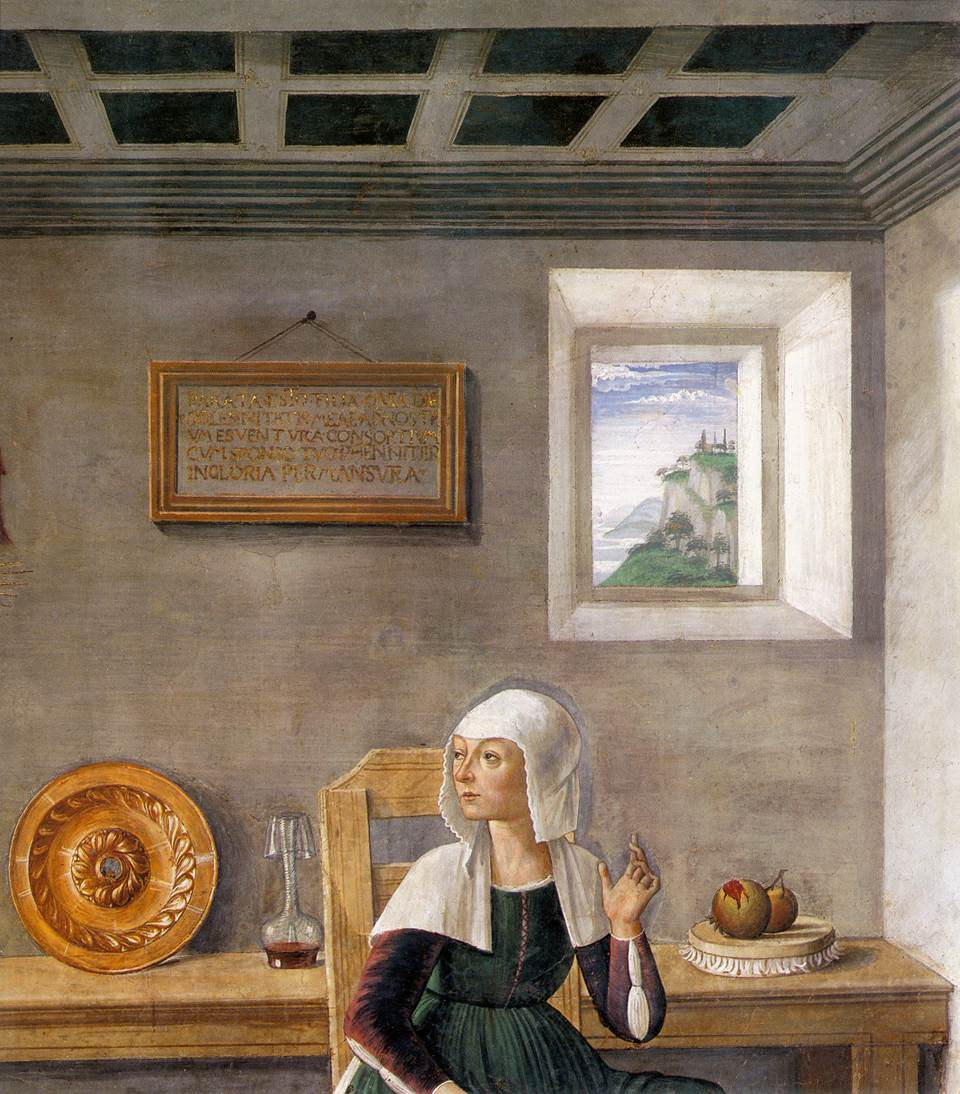
Annuncio a santa Fina, dettaglio

La parete di destra presenta Gregorio Magno che annuncia a santa Fina la sua morte, sormontato dalla fascia con due angeli che trasportano in cielo la santa orante in un clipeo. Secondo l'agiografia della santa, ella infatti si era dedicata, dopo la morte della madre, a un severissimo ascetismo che l'aveva condotta alla malattia, diventando paraplegica e vivendo distesa su un'asse. Un giorno le apparve san Gregorio Magno che le preannunciò nel giorno della sua festa la data della sua morte liberatoria, intesa come promessa di vita eterna, impartendole l'estrema unzione. Il santo è raffigurato fluttuante entro una mandorla di serafini dalle ali rosse. La santa, vegliata dalle nutrici Beldia e Bonaventura, è sdraiata su una nuda tavola di legno in posizione orante. La tavola, sempre secondo la leggenda, si coprì di "violette di Santa Fina" nel momento in cui spirò, fiori che crescono a marzo a San Gimignano.
La scena è intonata a sentimenti di intimità e raccoglimento, con colori chiari, che compongono un ambiente semplice ed essenziale, come una cella monastica imbiancata di calce e luminosa.
Il Ghirlandaio inserì la scena in una stanza dalla prospettiva realistica, illuminata da una porta e da una finestrella dalle quali si intravede un paesaggio col giardino di cespugli di rosa, creato secondo le regole della prospettiva aerea. Un'iscrizione scolpita a lettere d'oro su una lastra riporta in latino le parole di san Gregorio: PARATA ESTO FILIA QUIA IXE SOLENNITATIS MEAE AD NOSTRUM ESVENTURA CONSORTIUM CUM SPONSO TUO PHENNITER IN GLORIA PERMANSURA ("Sii pronta, figlia mia, perché nel giorno della mia festa salirai in cielo dove vivrai in eterno con il tuo sposo - il Cristo)".
Un topolino ritratto nascosto sotto la panca ricorda il martirio che essa subì (essere mangiata viva da topi e vermi), unico accenno alla cruda condizione della santa, che il pittore scelse di non rappresentare sul suo corpo.
Gli oggetti disposti sulla panca danno un tono di intimità domestica, ma hanno anche un valore simbolico, come il melograno, simbolo di regalità e femminilità, la mela, simbolo del peccato originale, o il vino, simbolo del sacramento dell'eucaristia. Il piatto finemente cesellato testimonia l'arte dell'oreficeria dell'epoca: il padre del Ghirlandaio dopotutto era un orefice e anche Domenico doveva aver studiato questa arte.
La fastosa architettura-cornice, con i ricchi pilastri dai capitelli compositi dorati e l'altrettanto sfarzosa trabeazione, sono elementi che si ritroveranno spesso nell'arte del Ghirlandaio.

### Esequie di santa Fina

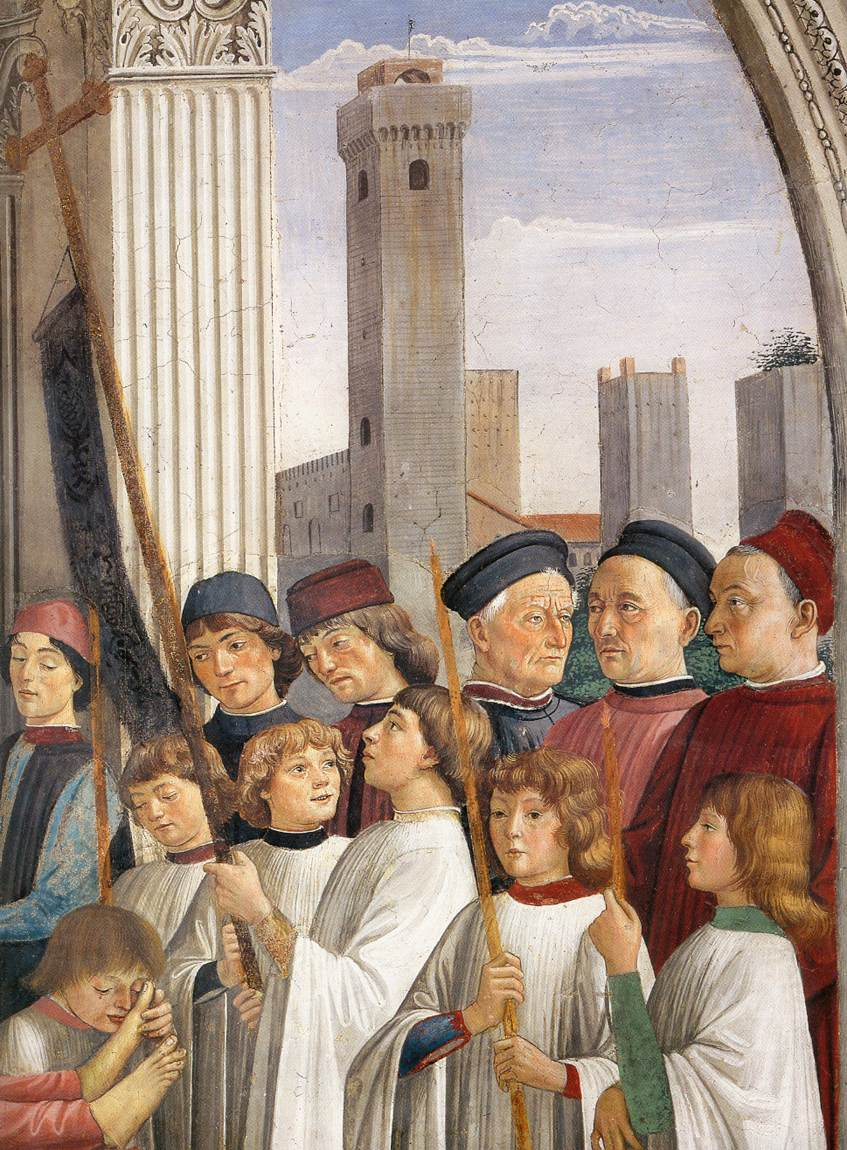
Esequie di santa Fina, dettaglio

A sinistra le Esequie di santa Fina, ritraggono la santa ormai posta su un letto rivestito di stoffa preziosa, con la testa poggiata su un cuscino: i ricami sembrano richiamare i fiori sbocciati al momento della sua morte. La scena è inquadrata da una sfarzosa esedra rinascimentale attorno all'altare, la quale presenta con specchiature in marmi pregiati, pilastri scanalati, capitelli compositi, una ricca trabeazione e una semicupola coperta di azzurro. L'architettura in questa scena, a differenza della precedente, non è solo una cornice, ma è parte integrante della scena. Questa sorta di abside aperta circoscrive la scena a una dimensione di edificio sacro e converge l'attenzione dello spettatore verso il centro della scena: il punto di fuga è infatti nella croce sull'altare affiancata da due candelabri.
Dietro la santa si trova la vecchia balia Beldia inginocchiata, con le mani tra quelle di Fina, nell'atto di ricevere il miracolo che la avrebbe liberata dalla paralisi. Un secondo miracolo è rappresentato dal fanciullo lacrimante che le tocca i piedi, riacquistando la vista dalla cecità. Un terzo miracolo è quello delle campane di tutte le torri di San Gimignano (sullo sfondo) suonate dagli angeli, come suggerisce il pittore dipingendo un angelo volante nei pressi della torre più alta. Tra le torri di destra è chiaramente riconoscibile la Torre Grossa.
Per la prima volta nell'arte del Ghirlandaio egli, dispose nella scena una serie di ritratti molto umanizzati e verosimili, che saranno la sua caratteristica più apprezzata dai ricchi mecenati fiorentini. I giovani a sinistra dell'altare per esempio, vestiti in abiti contemporanei, intrecciano un felice gioco di linee con le mani. Per esempio nel gruppo di chierichetti di destra si notano varie sfumature psicologiche trattate con naturalezza: un ragazzo guarda la scena con interesse, mentre un altro è distratto dalla croce che tiene tra le mani e un terzo si guarda attorno fanciullescamente divertito. Sicuramente tra i cittadini presenti ci dovevano essere anche i ritratti dei committenti dell'opera. Si nota anche il limite del Ghirlandaio nel dipingere espressioni più marcatamente contrite: la commozione non è mai troppo evidente e sembra prevalere una certa serenità. L'atmosfera è serena e limpida e sembra di percepire l'aria che circola, schiarendo i colori finemente intonati.
I modelli per questa scena furono probabilmente le tombe ad arcosolio, come quella opera del Rossellino in Santa Croce a Firenze, mentre la disposizione dei personaggi ricorda le Esequie di santo Stefano di Filippo Lippi nel Duomo di Prato o le Esequie di san Francesco di Giotto nella Cappella Bardi, sempre in Santa Croce. In seguito questo schema venne ripreso dal Ghirlandaio negli affreschi della Cappella Sassetti a Firenze.

### Altre pitture
I pennacchi delle arcate presentano i Profeti, mentre le lunette sono decorate con i Santi Ambrogio, Nicola, Girolamo, Gimignano e Agostino. Nella volta sono presenti infine i Quattro evangelisti.